# Costantino (nome)
Costantino  è un nome proprio di persona italiano maschile.

## Varianti
- Maschili
  - Ipocoristici: Tino
- Femminili: Costantina[1][2][4]
  - Ipocoristici: Tina

### Varianti in altre lingue
- Albanese: Kostandin[3]
- Asturiano: Constantín[5]
- Basco: Kostandin[5], Konstantino
- Bielorusso: Канстанцін (Kanstancin)
- Bulgaro: Константин (Konstantin)[3], Костадин (Kostadin)[3]
  - Ipocoristici: Коста (Kosta)[3]
- Catalano: Constantí[5]
- Esperanto: Konstantino
- Francese: Constantin[3][6]
- Galles: Cystennin[3][6], Custennin[6]
- Georgiano: კონსტანტინე (Konstantine)[3]

- Greco moderno: Κωνσταντίνος (Kōnstantinos)[3]
  - Ipocoristici: Gus[3]
  - Femminili: Κωνσταντινα (Kōnstantina)[7]
- Inglese: Constantine[3][6]
- Latino: Constantinus[2][3][6]
  - Femminili: Constantina[2][7]
- Lettone: Konstantins
- Lituano: Konstantinas
- Macedone: Константин (Konstantin)[3], Костадин (Kostadin)[3]
- Medio inglese: Costin[6]
- Olandese: Constantijn[3][6]
  - Ipocoristici: Stijn[3]

- Polacco: Konstantyn[3], Konstanty[6]
- Portoghese: Constantino
- Rumeno: Constantin[3][6], Costache[3]
  - Ipocoristici: Costică[3], Costin[3], Costel[3], Dinu[3]
- Russo: Константин (Konstantin)[3][6]
  - Ipocoristici: Костя (Kostja)[3]
- Scozzese; Còiseam[6]
- Sardo; Antine
- Serbo: Константин (Konstantin)[3]
- Spagnolo: Constantino[5]
- Tedesco: Konstantin[3][6]
- Ucraino: Костянтин (Kostjantyn)[3]
- Ungherese: Konstantin[3][6]

## Origine e diffusione
Ad oggi, viene spesso considerato un diminutivo o comunque una variante dei nomi Costante e Costanzo e usato come tale; tuttavia ha radici più antiche. Risale infatti al latino Constantinus, un derivato del nome Constans, per la precisione un patronimico avente il significato di "appartenente a Costante", "relativo a Costante". Deve la sua diffusione alla fama di Costantino, l'imperatore romano che, nel 313, con l'editto di Milano concesse ai cristiani e agli adepti d'altre fedi la libertà di culto, e che è venerato come santo dalla Chiesa ortodossa, ma venne portato anche da diversi altri imperatori romani e bizantini, oltre che da altri personaggi storici.
In Gran Bretagna, specie fra le popolazioni celtiche, il nome è in uso sin dai tempi romani, ed è stato portato da diversi sovrani locali, mentre nel Medioevo in inglese era diffuso nella forma Costin, maggiormente attestata nel Devon e in Cornovaglia.
In passato, inoltre, il nome veniva usato per tradurre in inglese i nomi irlandesi Conn e Conchobhar, mentre a tutt'oggi in Ungheria viene talvolta tradotto con il nome Szilárd (che ha lo stesso significato di Costante).

## Onomastico
L'onomastico può essere festeggiato in memoria di più santi, alle date seguenti:
- 11 marzo, san Costantino, re di Dumnonia, e poi evangelizzatore della Scozia, dove fu martirizzato nel Kintyre[6][9]
- 29 marzo, san Costantino, abate di Montecassino[9]
- 12 aprile, san Costantino, vescovo di Gap[9]
- 21 maggio, san Costantino I, imperatore, venerato dalle Chiese orientali[9]
- 27 luglio, san Costantino, uno dei santi sette dormienti di Efeso, martiri[5]
- 15 agosto, san Constantin Brâncoveanu, principe di Valacchia e martire a Costantinopoli, venerato dalle Chiese orientali[9]
- 19 settembre, san Costantino Bogorodskij, martire sotto i bolscevichi, venerato dalle Chiese orientali[9]
- 10 novembre, san Costantino (o Costanzo) Cachai, principe georgiano, martire in un luogo imprecisato (forse Samarra)[9]

## Persone
- Costantino I, imperatore romano
- Costantino II, imperatore romano

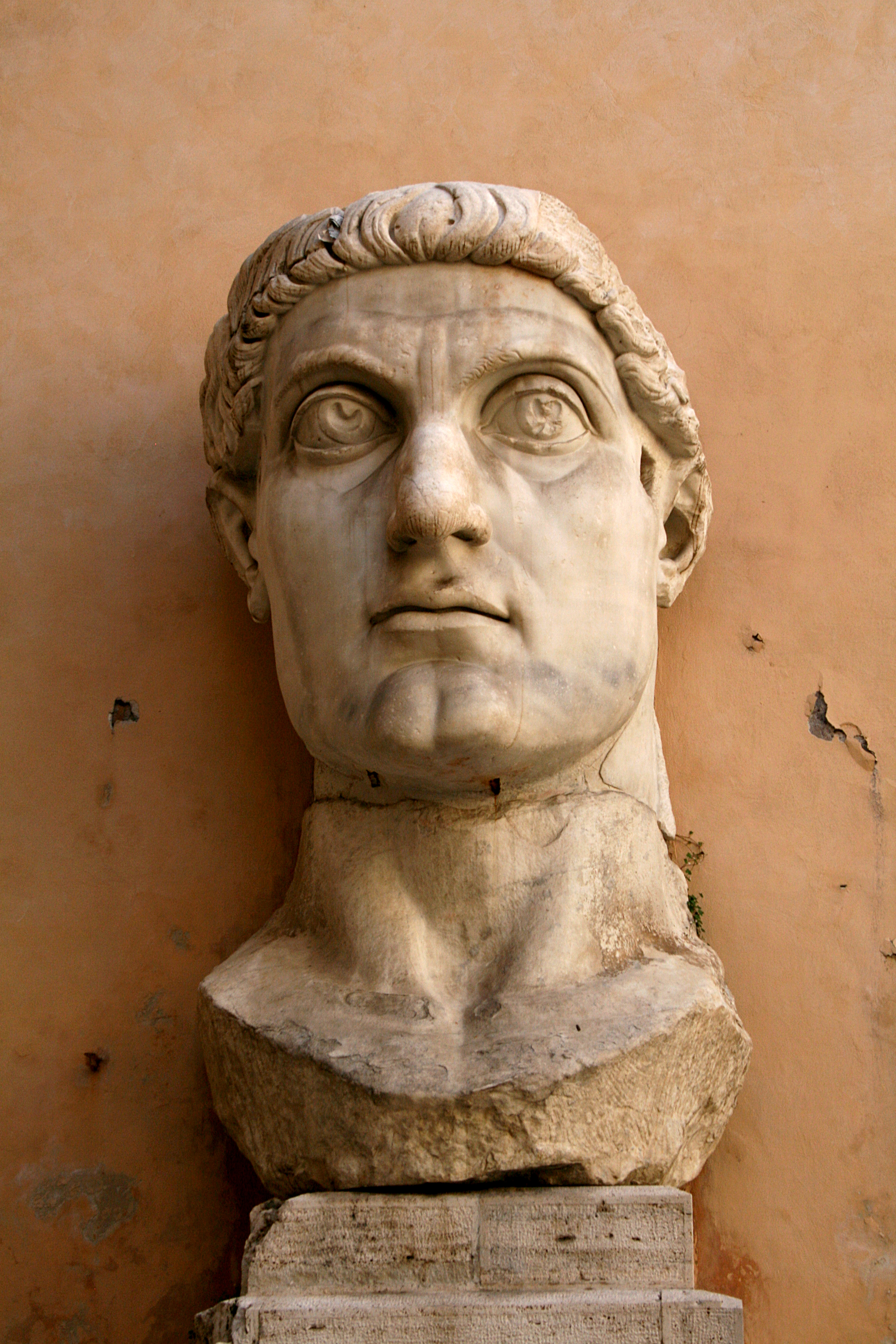
Costantino I

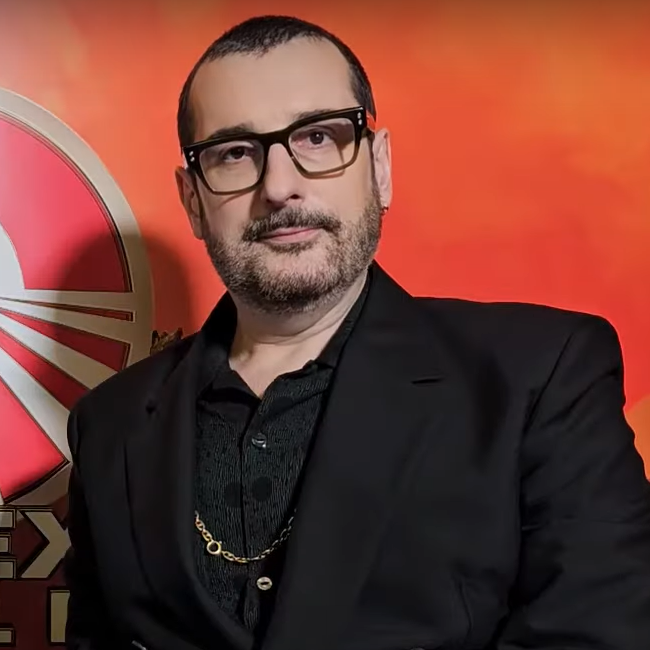
Costantino Della Gherardesca

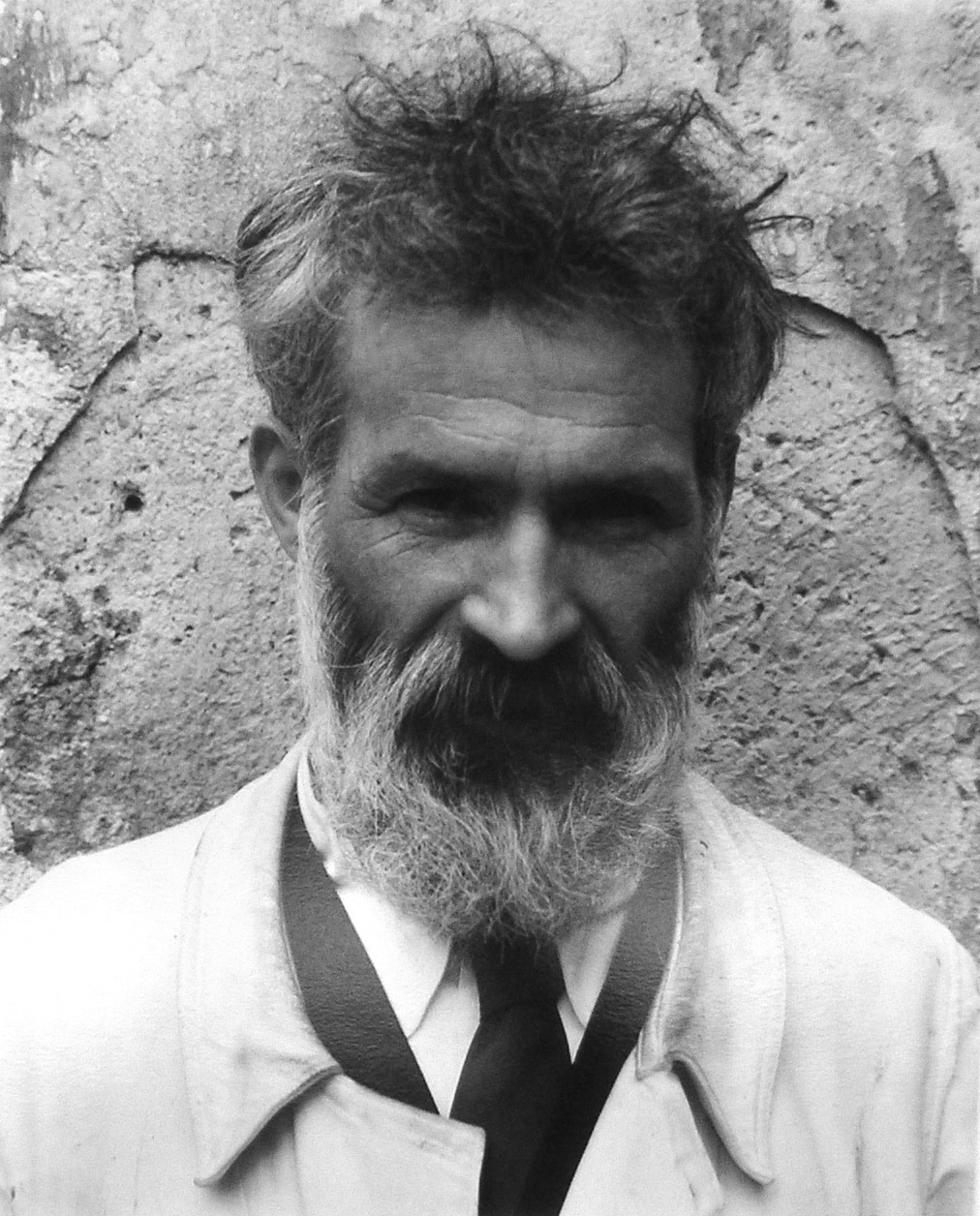
Constantin Brâncuși

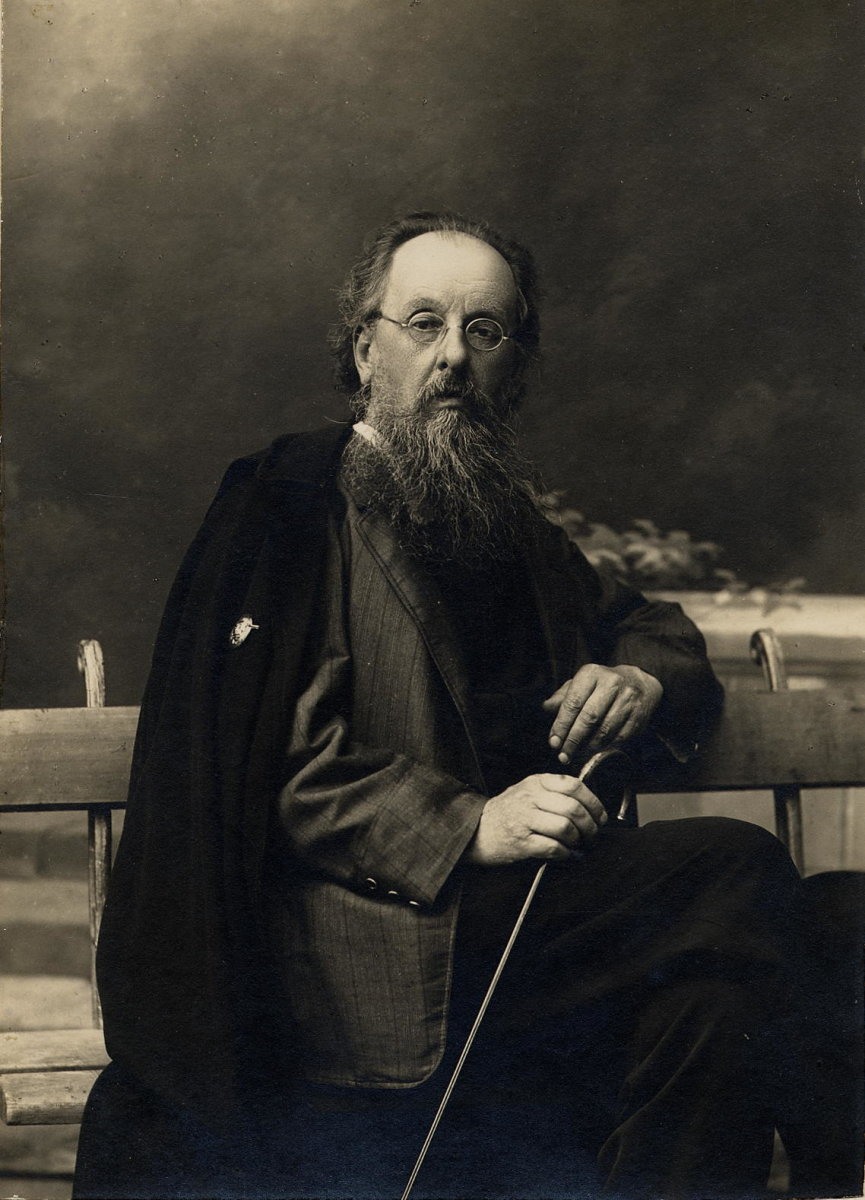
Konstantin Ėduardovič Ciolkovskij

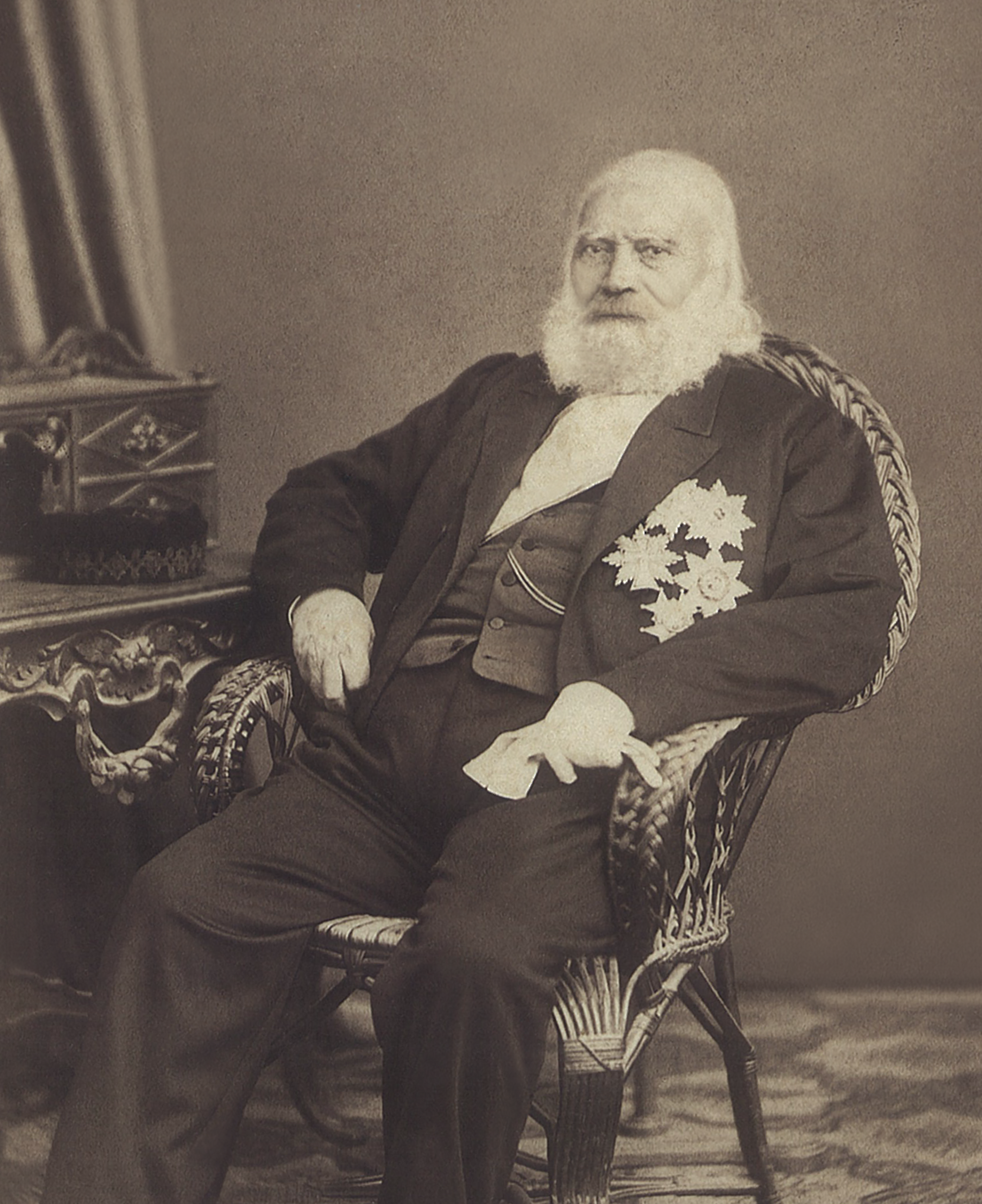
Konstantinos Kanaris

- Costantino IV, imperatore bizantino
- Costantino V, imperatore bizantino
- Costantino XI Paleologo, imperatore bizantino
- Costantino l'Africano, medico, letterato e monaco arabo
- Costantino di Baviera, membro della Casa reale bavarese dei Wittelsbach, giornalista, scrittore e politico tedesco
- Costantino del Liechtenstein, principe del Liechtenstein
- Costantino di Löwenstein-Wertheim-Rosenberg, membro ed erede della famiglia Löwenstein-Wertheim-Rosenberg
- Costantino dei Paesi Bassi, principe dei Paesi Bassi
- Costantino Dall'Argine, compositore e direttore d'orchestra italiano
- Costantino Dardi, architetto italiano
- Costantino della Gherardesca, conduttore televisivo e radiofonico e opinionista italiano
- Costantino D'Orazio, storico dell'arte e saggista italiano
- Costantino Lascaris, filologo e umanista bizantino
- Costantino Mitsotakis, politico greco
- Costantino Mortati, giurista e costituzionalista italiano
- Costantino Nigra, filologo, poeta, diplomatico e politico italiano
- Costantino Patrizi Naro, cardinale e arcivescovo cattolico italiano
- Costantino Rozzi, dirigente sportivo e imprenditore italiano
- Costantino Vitagliano, personaggio televisivo italiano

### Variante Constantin
- Constantin Brâncuși, scultore rumeno
- Constantin Coandă, politico e militare rumeno
- Constantin Hansen, scultore danese
- Constantin Meunier, pittore e scultore belga
- Constantin Nica, calciatore rumeno
- Constantin Possiet, ammiraglio e politico russo
- Constantin Alexandru Rosetti, scrittore, giornalista e politico rumeno
- Constantin von Alvensleben, generale prussiano
- Constantin von Economo, neuroscienziato austriaco

### Variante Konstantin
- Konstantin Bal'mont, poeta russo
- Konstantin Ciolkovskij, scienziato russo
- Konstantin Kalinin, ingegnere sovietico
- Konstantin Pobedonoscev, giurista e politico russo
- Konstantin Konstantinovič Romanov, poeta, drammaturgo e nobile russo
- Konstantin Savickij, pittore russo
- Konstantin Stanislavskij, attore, regista, scrittore e teorico teatrale russo
- Konstantin Thon, architetto russo

### Variante Kōnstantinos
- Konstantinos Kanaris, politico greco
- Kōnstantinos Karamanlīs, politico greco
- Konstantinos Kavafis, poeta e giornalista greco
- Konstantinos Manos, poeta, sportivo e politico greco
- Konstantinos Tsaldaris, politico greco

### Altre varianti
- Kanstancin Kal'coŭ, hockeista su ghiaccio bielorusso
- Konstanty Kalinowski, giornalista, scrittore e rivoluzionario bielorusso
- Kostjantyn Kryžyc'kyj, pittore e paesaggista ucraino
- Constantine Phaulkon, avventuriero e politico greco
- Constantine Samuel Rafinesque-Schmaltz, biologo e archeologo statunitense